# سیارک ۴۵۳۵
سیارک ۴۵۳۵ (به انگلیسی: 4535 Adamcarolla، نامگذاری:1986QV2) چهار هزار و پانصد و سی و پنجمین سیارک کشف شده‌است که در ۲۸ اوت ۱۹۸۶ کشف شد.
قدر مطلق سیارک برابر ۴۲.۰ است.